# Луїс Доресте
Луїс Доресте (ісп. Luis Doreste, 7 березня 1961) — іспанський яхтсмен.
Олімпійський чемпіон 1984 року в класі 470, 1992 року в класі Летючий голандець.